# Joseph Yves Limantour

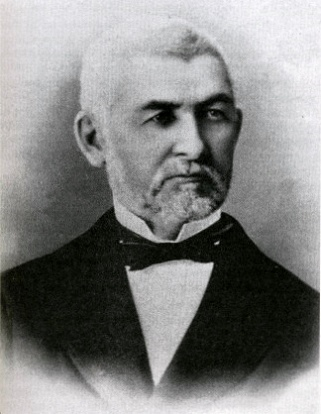
Joseph Yves Limantour, etwa 1870

Joseph Yves Limantour (* 12. April 1812 in Ploemeur, Bretagne; † 30. April 1885 in Mexiko-Stadt), auch bekannt als José Limantour, war ein französisch-mexikanischer Geschäftsmann, der an der amerikanischen Pazifikküste von Chile bis Kalifornien Handel betrieb.
Im Oktober 1841 erlitt er mit seinem Schoner Ayacucho Schiffbruch am Kap Point Reyes nördlich von San Francisco. Die entsprechende Stelle in Marin County heißt noch heute Limantour Beach.
Während des Mexikanisch-Amerikanischen Krieges 1846–1848 besorgte er der mexikanischen Seite Waffen und erwarb im Gegenzug beträchtliche Ländereien in der Umgebung von San Francisco.
Nach der Annexion Kaliforniens durch die USA klagte Limantour in den 1850er Jahren seine Besitzansprüche in Kalifornien ein. Nachdem ihm Recht gegeben wurde, verzichtete er gegen Bezahlung durch die neuen Besitzer auf seine Ansprüche.
Es kamen Zweifel an der Korrektheit der Ansprüche Limantours auf, und er wurde wegen Betrugs und Meineids angeklagt. Limantour wurde festgenommen, leistete eine Kaution und floh nach Mexiko, wo er fortan lebte. Sein Sohn José Yves Limantour war von 1893 bis 1911 mexikanischer Finanzminister.